# Janusz Korwin-Mikke
Janusz Ryszard Korwin-Mikke [ˈjanuʂ ˈrɨʂard ˈkɔrvʲin ˈmʲikkɛ] (Warschau, 27 oktober 1942) is een eurosceptisch Pools politicus, schrijver en de stichter van de rechts-liberale en eurosceptische partij Wolność. Hij is een niet-fractiegebonden lid van het Europees Parlement sinds 2014 en is vooral bekend bij het grote publiek vanwege de vlinderdassen die hij draagt en zijn uitspraken over migranten en vrouwen die door menigeen als excentriek en controversieel worden beschouwd.
Korwin-Mikke is een libertarisch conservatieveling. Zijn economische ideeën zijn radicaal libertarisch, frequent refereert hij aan politici en economen zoals: Frédéric Bastiat, Alexis de Tocqueville, Friedrich Hayek, Milton Friedman en Margaret Thatcher. Hij beschouwt zichzelf als een monarchist en vindt democratie de "stomste regeringsvorm die ooit is bedacht" waarin "twee zwervers, in een kroeg, twee stemmen hebben en een universiteitsprofessor slechts één". Hij claimt dat democratie leidt tot idiotie, diefstal en corruptie "wat ertoe heeft geleid dat de Atheense democratie ten einde is gekomen".

## Biografie

### Jeugd en opleiding
Korwin-Mikke is de enige zoon van Ryszard Mikke en Maria Rosochacka. Zijn vader was het hoofd van de engineeringsafdeling van het staatsluchtvaartbedrijf. Na het overlijden van zijn moeder, gedurende de Warschau-opstand in 1944, werd hij opgevoed door zijn grootmoeder en later door zijn stiefmoeder. Hij studeerde aan de Universiteit van Warschau aan de faculteiten wiskunde en filosofie. In 1964 werd Korwin-Mikke gevangengenomen voor zijn anticommunistische activiteiten terwijl hij psychologie, recht, filosofie en sociologie studeerde. Tijdens de politieke crisis van 1968 werd hij opnieuw gearresteerd, gevangengezet en geschorst van de universiteit vanwege zijn deelname in het studentenprotest. Ondanks zijn anticommunistische activiteiten werd het Korwin-Mikke toch toegestaan om zijn studie af te maken onder decaan Klemens Szaniawski. Hij verdedigde met succes zijn thesis Metodologische aspecten van Stephen Toulmins inzichten dat hij schreef onder leiding van Henryk Jankowski.

### Politieke loopbaan

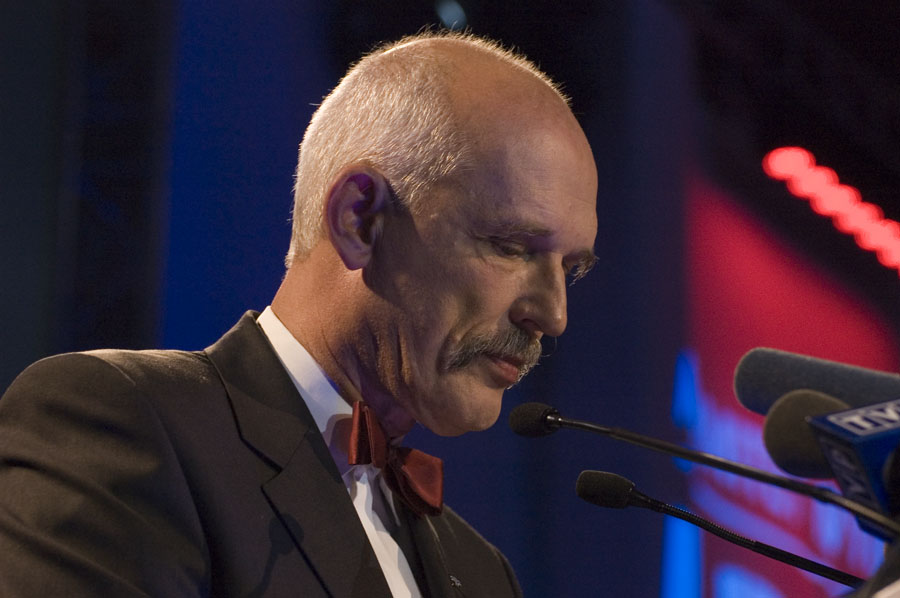
Janusz Korwin-Mikke (2007)

Van 1969 tot en met 1974 was hij een onderzoeker bij het Instituut voor Motorvervoer (Pools: Instytut Transportu Samochodowego) en daarna aan de Universiteit van Warschau. In 1978 begon hij de uitgeverij Oficyna Konserwatystów & Liberałów (Uitgeverij der Conservatieven en Liberalen); een ondergrondse uitgeverij met een anticommunistisch karakter. Van 1962 tot 1982 was hij lid van de Democratische Partij. In augustus 1980 steunde hij de politieke staking van de Szczecin-scheepswerfmedewerkers en hij was later adviseur voor de onafhankelijke autonome vakbond Solidarność. Als voorzitter van de klassiek liberale partij Unia Polityki Realnej (Pools: Unie voor Reële Politiek) toentertijd nog bekend als: (Beweging voor Reële Politiek). In 1990 bracht hij een weekkrant uit, Najwyższy Czas! (Het is Hoge Tijd!). De krant zou naar verluidt een aantal antisemitische artikelen hebben gepubliceerd. Korwin-Mikke heeft zelf altijd ontkend dat hij een antisemiet is.
Korwin-Mikke was lid van het parlement gedurende de eerste termijn van de Sejm van de Derde Republiek Polen; de hedendaagse Poolse republiek. Op 28 mei 1992 was hij de inspirator voor een resolutie die de minister van Binnenlandse Zaken ertoe verplichtte om de namen van alle politici openbaar te maken die actief zijn geweest als geheimagenten van het communistische regime. Op de lijst stonden diverse prominente politici van diverse politieke partijen. De onthulling van de namen resulteerde in het omverwerpen van de regering door de oppositie en president Lech Wałęsa.
In 1995 stelde Korwin-Mikke zich kandidaat voor de Poolse presidentiële verkiezingen, hier kreeg hij 2,4% van de stemmen. In 2000 was hij opnieuw kandidaat en kreeg toen 1,43% van de stemmen. In 2005 deed hij wederom een poging om president te worden en verkreeg 1,4% van de stemmen. In 2015 deed hij mee aan de presidentiële verkiezingen vanuit zijn eigen partij, KORWiN, hij werd 4e met 3,3% van de stemmen.

### Opgerichte politieke partijen
Korwin-Mikke is in een tijdspanne van één decennium drie keer van partij gewisseld. Hij leidde de Unia Polityki Realnej (UPR) (Unie voor Reële Politiek) van 1990 tot 1997 en van 1999 tot en met 2003. In 2005 verliet hij de UPR en richtte een nieuwe partij op, Wolność i Praworządność (WiP) (vrijheid en wettelijkheid). Op 25 maart 2011 fuseerde de WiP met de UPR en werd Kongres Nowej Prawicy (KNP) (Congres van Nieuw Rechts) genoemd. In januari 2015 richtte Mikke een nieuwe partij op omdat hij niet opnieuw tot voorzitter was verkozen van het KNP. Deze nieuwe partij heette: KORWiN - een backroniem naar de naam van Korwin-Mikke -, de partijnaam is echter op 8 oktober 2016 veranderd naar: Wolność (Vrijheid).

## Privéleven
Mikke is drie keer getrouwd en heeft 8 kinderen bij 4 vrouwen, Ewa Mieczkowska, Małgorzata Szmit en Dominika Sibiga. Zijn privéleven is onderwerp van discussie geweest, vooral in rechtse kringen.
- Ewa Mieczkowska zijn 1e vrouw, zij zijn getrouwd in 1966 en scheidde in 1973. Zij hebben samen twee kinderen: Ryszard (1968) en Krzysztof (1971).
- Małgorzata Szmit zijn 2e vrouw, zij zijn getrouwd in 1993, hun scheidingsjaar is onbekend. Zij hebben samen drie kinderen: Kacper (1974), Jacek (1977) en Zuzanna (1982). Tijdens dit huwelijk verwekt hij nog eens drie kinderen, waarbij de laatste twee kinderen bij zijn derde vrouw. Het eerste kind van dit trio, Korynna (1983), is verwekt bij een onbekende vrouw.
- Dominika Sibiga zijn 3e en huidige vrouw, zij zijn getrouwd in 2016. Zij hebben samen twee kinderen: Nadzieja (2011) en Karol (2013).[9]

## Trivia
- In 2008 was zijn blog het populairste politieke blog in Polen.
- Korwin-Mikke is een voormalig professioneel bridgespeler. Hij heeft samen met Andrzej Maciesczak een boek geschreven over het kaartspel.
- Korwin-Mikke beschouwt Margaret Thatcher als zijn grote voorbeeld en heeft de wijze waarop zij de mijnwerkersopstand aanpakte frequent geprezen.[25]

## Links
- (pl)  korwin-mikke.pl officiële website
- (pl)  wolnosc24.pl partijwebsite Wolność
- (en)  europarl.europa.eu profiel EU-Parlement

- Gemeinsame Normdatei: 119258242
- International Standard Name Identifier: 0000 0000 7861 8143
- Library of Congress Control Number: n87152060
- Nationale Bibliotheek van Tsjechië: js2013776806
- Nationale Bibliotheek van Polen: a0000001064683
- Réseau des bibliothèques de Suisse occidentale: 02-A024409811
- Virtual International Authority File: 101734670
- WorldCat: E39PBJtxcxCPcHxxrmy3JMpF8C